# Дніпропетровський театр юного глядача
Дніпропетровський театр юного глядача — театр , що працював у місті Дніпропетровську протягом 1969—1997 років. У 1997 році на його базі та базі Дніпропетровського театру ляльок створений Дніпропетровський обласний український молодіжний театр.

## Історія
Театр заснований у 1969 році, як Дніпропетровський український театр юного глядача імені Ленінського комсомолу. Його засновником став український театральний режисер Григорій Кононенко, який і працював у ньому режисером до 1984 року.
Театр був лауреатом низки премій, зокрема Міністерства культури СРСР у 1972 та 1979 роках.

## Персоналії театру
За період діяльності театру у ньому працювали:
- режисери Олександр Король, Володимир Мазур, Лідія Кушкова-Шевченко, Сергій Чулков;
- актори Володимир та Віра Макогонови, Ігор Авраменко, Любов Аполеніс, Олександр Ткаченко, Анатолій Черепенко;
- художники Василь Голубович[1], Олександр Ніконенко, Олег Костюченко, Валерій Мелещенков, Ірина Ткаченко, Іван Шулик, Петро Веснін, Гаррі Еллінський;
- музичне оформлення вистав створював завідуючий музичною частиною театру, диригент і композитор Олександр Родинський[2].

## Репертуар
У виборі репертуару театр керувався формулою «Театр починається з літератури», тому його основою стали вистави за творами авторів:
- світової класичної драматургії: Олександра Пушкіна, Федора Достоєвського, Дениса Фонвізіна, Олександра Островського, Антона Чехова, Максима Горького, Михайла Булгакова, Михайла Шолохова, Аркадія Гайдара, Валентина Катаєва, Корнія Чуковський, Василя Шукшина, Фрідріха Шиллера, Ернста Гофмана, Ганса Крістіана Андерсена, Роберта Стівенсона, Жюля Верна, Александра Дюма, Артура Конан-Дойла, Марка Твена, О'Генрі, Антуана де Сент-Екзюпері, Жана Ануя, Альбера Камю, Джанні Родарі, Астрід Ліндґрен.
- української драматургії: Марка Кропивницького, Івана Карпенка-Карого, Івана Котляревського, Лесі Українки, Миколи Куліша, Володимира Винниченка.

Серед постановок:
- «Бурею народжені» Юзефа Принцева
- «Божественна комедія» Ісидора Штока
- «Репортаж» за Юліусом Фучиком
- «Я прийшов дати вам волю» за Василем Шукшиним
- «97» за п'єсою Миколи Куліша
- «Майстер і Маргарита» за мотивами однойменного роману Михайла Булгакова